# 法萨诺
法萨诺（義大利語：Fasano），是意大利布林迪西省的一个市镇。总面积128平方公里，人口38493人，人口密度300.7人/平方公里（2009年）。ISTAT代码为074007。